# Isla Capitán Aracena
Isla Capitán Aracena är en ö i Chile.   Den ligger i regionen Región de Magallanes y de la Antártica Chilena, i den södra delen av landet, 2 300 km söder om huvudstaden Santiago de Chile. Arean är 1 332 kvadratkilometer.
Terrängen på Isla Capitán Aracena är kuperad. Öns högsta punkt är 993 meter över havet. Den sträcker sig 52,6 kilometer i nord-sydlig riktning, och 48,6 kilometer i öst-västlig riktning.